# Iain Cook

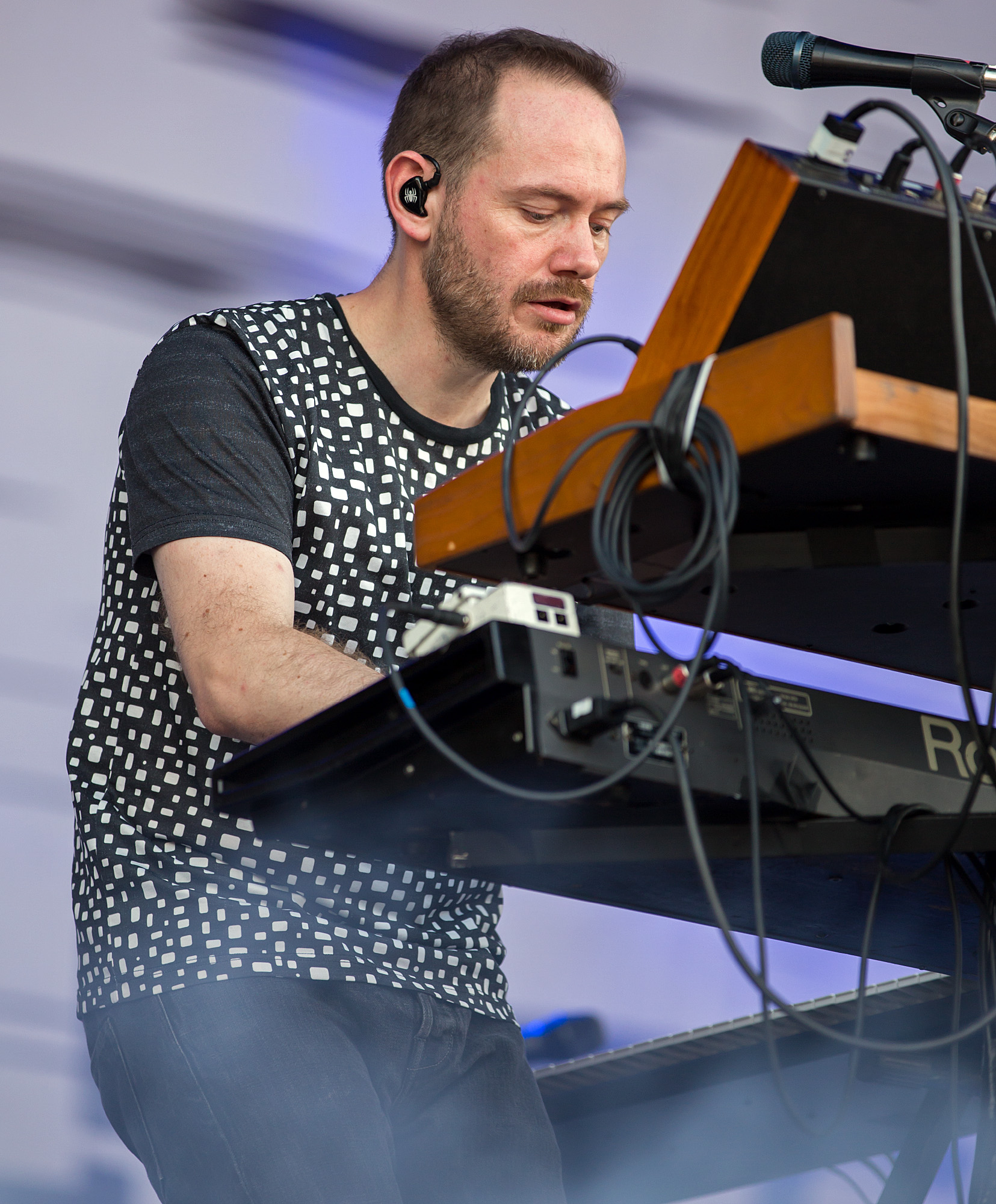
Iain Cook (2014)

Iain Andrew Cook (* 2. November 1974) ist ein schottischer Musiker, Komponist, Plattenproduzent und Mitglied der in Glasgow ansässigen Popband Chvrches. Bis zu deren Auflösung im Jahr 2007 spielte er Gitarre für die schottische Post-Rock-Band Aereogramme. Cook komponiert außerdem Musik für Film und Fernsehen und ist Mitglied der Rockband The Unwinding Hours.

## Biografie
Vor der Gründung von Aereogramme war Cook, der den Pseudonym Johnny Dymes verwendete, Mitglied von Les Tinglies. 1998 gründete Cook zusammen mit Craig B., Campbell McNeil und Martin Scott Aereogramme. Die Band veröffentlichte ihr Debütalbum „A Story in White“ im Jahr 2001 über das Plattenlabel Chemikal Underground. Dem zweiten Album der Band, „Sleep and Release“ (2003), folgte „Seclusion“ (2004). Die Band veröffentlichte ihr letztes Album, „My Heart Has a Wish That You would not go“, im Jahr 2007 und löste sich im selben Jahr auf.
Im Oktober 2022 stellte Cook ein neues Nebenprojekt namens Protection mit dem Sons-and-Daughters-Gitarristen Scott Paterson vor.

## Privates
Cook lebt mit seiner Partnerin, der Schauspielerin Morven Christie, in Glasgow.

## Diskografie
Mit Aereogramme
- 2001: A Story in White
- 2003: Sleep and Release
- 2004: Seclusion
- 2007: My Heart Has a Wish That You Would Not Go

Mit The Unwinding Hours
- 2010: The Unwinding Hours
- 2012: Afterlives

Mit Chvrches
- 2013: The Bones of What You Believe
- 2015: Every Open Eye
- 2018: Love Is Dead
- 2021: Screen Violence

Mit Protection
- 2023: SEEDS I
- 2023: SEEDS II

Als Produzent
- 2012: Traces von Karine Polwart